# Садовское сельское поселение (Ульяновская область)
Садо́вское се́льское поселе́ние — муниципальное образование в составе Новоспасского района Ульяновской области. Административный центр — село Садовое.

## Население
| 2010  | 2012  | 2013  | 2014  | 2015  | 2016  | 2017  |
| ----- | ----- | ----- | ----- | ----- | ----- | ----- |
| 1362  | ↘1334 | ↘1303 | ↘1276 | ↗1279 | ↘1275 | ↘1246 |
| 2018  | 2019  | 2020  | 2021  |       |       |       |
| ↘1242 | ↘1228 | ↘1194 | ↘1101 |       |       |       |

## Состав сельского поселения
В состав поселения входят 4 населённых пункта: 3 села и 1 посёлок.
| № | Населённый пункт | Тип населённого пункта       | Население |
| - | ---------------- | ---------------------------- | --------- |
| 1 | Гаровский        | посёлок                      | 32        |
| 2 | Новая Лава       | село                         | 319       |
| 3 | Садовое          | село, административный центр | 892       |
| 4 | Свирино          | село                         | 119       |